# Renfrewshire
Il Renfrewshire (gaelico scozzese: Siorrachd Rinn Friù) è un'area amministrativa della Scozia. La relativa contea storica è un’area di luogotenenza e una contea tradizionale più ampia, comprendente anche il Renfrewshire Orientale e l’Inverclyde.

## Località
- Bishopton
- Bridge of Weir
- Brookfield
- Craigends
- Crosslee
- Elderslie
- Erskine
- Houston
- Howwood
- Inchinnan
- Johnstone
- Kilbarchan
- Langbank
- Linwood
- Lochwinnoch
- Paisley
- Ralston
- Ranfurly
- Renfrew